# Alex N’Gadi
Alexandre N’Gadi-Kakou (kurz: Alex N’Gadi) (* 28. November 1990 in L’Union) ist ein französisch-ivorischer Fußballspieler.

## Karriere
Alexandre N’Gadi-Kakou, dessen Vorfahren von der Elfenbeinküste stammen, wuchs in Frankreich auf und begann in der Jugend des FC Toulouse mit dem Fußballspielen. Über die Jugendmannschaften schaffte er den Sprung in die zweite Mannschaft und absolvierte auch ein Spiel für die erste Mannschaft in der Ligue 1, des Weiteren kann der Stürmer auch zwei Einsätze für den FC Toulouse in der Europa League vorzeigen. Im Jahre 2010 folgte allerdings der erste Wechsel zum SC Balma, in den Jahren darauf war er noch für weitere Amateurvereine in der vierten Liga Frankreichs aktiv.
Am 23. Januar 2014 schloss sich N’Gadi-Kakou der U-23-Mannschaft der Stuttgarter Kickers an.